# Ibrahim Ash-Shahrani
Ibrahim Suwayed Ash-Shahrani (arab. ابراهيم سويد الشهراني), znany również jako Ibrahim Sowed (ur. 21 lipca 1974 roku) – saudyjski piłkarz występujący na pozycji pomocnika. Obecnie gra w Ohod Madina.

## Kariera klubowa
Ibrahim Ash-Shahrani zawodową karierę rozpoczynał w 1998 roku w zespole An-Nasr. W debiutanckim sezonie zajął z nim piąte miejsce w tabeli saudyjskiej ekstraklasy. Przez osiem sezonów spędzonych w An-Nasr Ash-Shahrani nie odnosił żadnych sukcesów. Jego najlepszym osiągnięciem było trzykrotne wywalczenie trzeciego miejsca w saudyjskiej ekstraklasie. Sezon 2006/2007 Al-Shahrani spędził w drugoligowej drużynie Feiha'a. Latem 2007 roku saudyjski zawodnik podpisał kontrakt z Ohod Madina.

## Kariera reprezentacyjna
W 1998 roku Ash-Shahrani został powołany do 22-osobowej kadry reprezentacji Arabii Saudyjskiej na mistrzostwa świata. Na turnieju tym zespół Arabii Saudyjskiej wywalczył tylko jeden punkt i zajął ostatnie miejsce w swojej grupie. Sam Al-Shahrani zagrał w każdym z trzech spotkań. W 2002 roku Nasser Al-Johar powołał wychowanka An-Nasr do kadry na kolejny mundial. Na boiskach Korei Południowej i Japonii Saudyjczycy ponownie odpadli już w rundzie grupowej. Ash-Shahrani i tym razem wystąpił we wszystkich trzech pojedynkach turnieju. Łącznie dla drużyny narodowej zaliczył 62 występy i zdobył osiem bramek.